# Transação financeira
Uma transação financeira é um evento contratual de compra e/ou de venda, para transacionar um ativo contra um pagamento. Em regra geral, destina-se a utilizar um capital disponível ou suscetível de ser mobilizado, com a perspectiva de obter um ganho monetário ou, inversamente, de saldar uma operação anterior.